# Kaffenkahn

Verbreitung der Kaffenkähne im 19. Jahrhundert

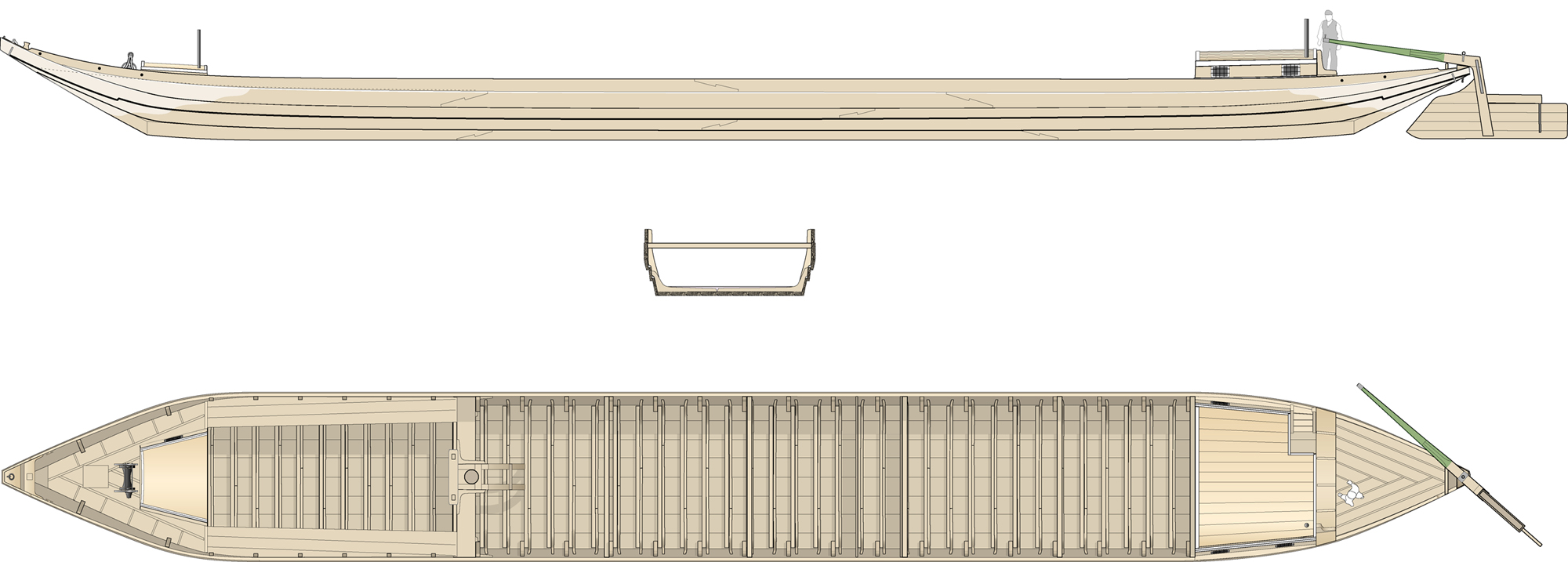
Rekonstruktion eines Kaffenkahns (Butzer) im Finow-Maß (um 1880)

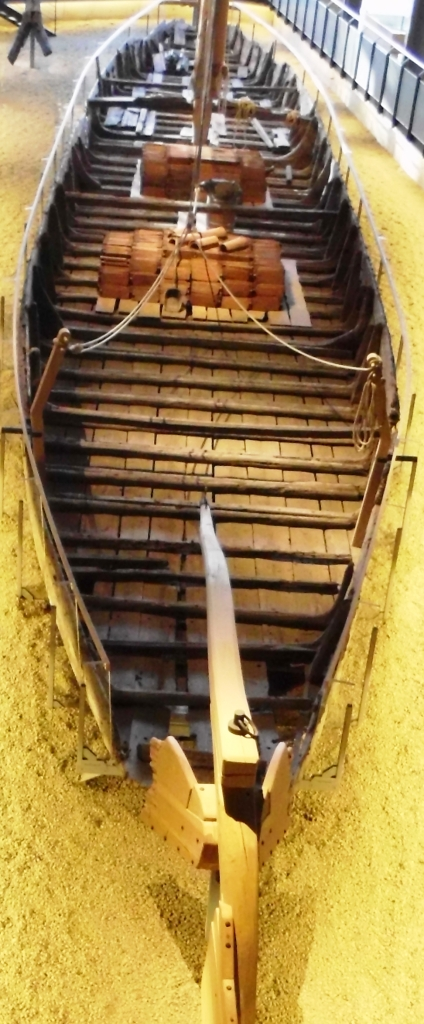
Um 1850 mit Ziegeln gesunkener Kaffenkahn im Berliner Technikmuseum

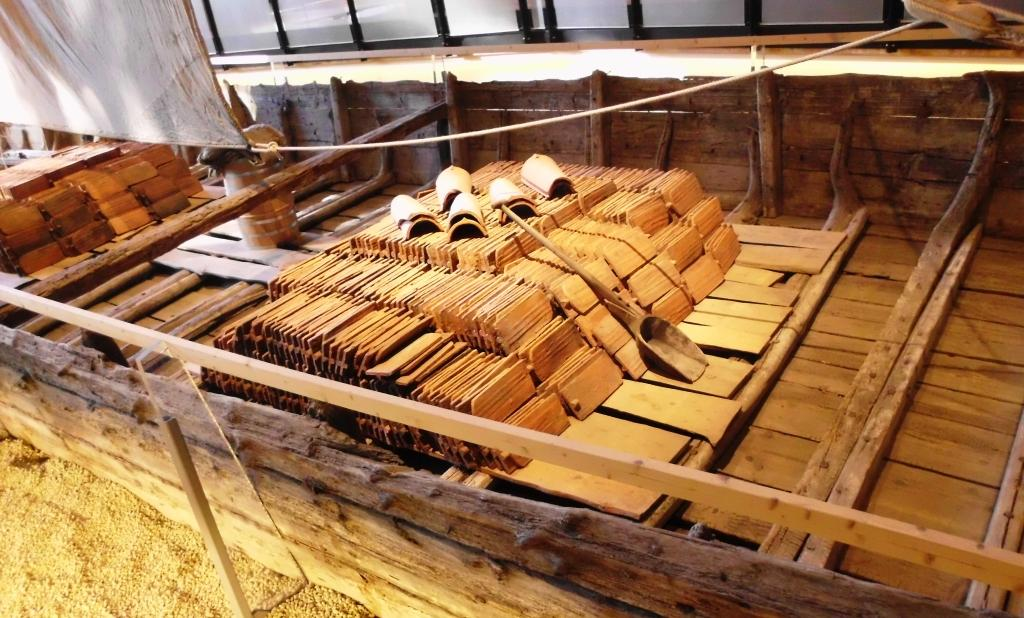
Blick auf die Ziegelladung des Kaffenkahns

Der Kaffenkahn ist ein historisches Binnenschiff von besonderer Bauform. Seine größte Verbreitung fand dieser Schiffstyp vom 17. bis 19. Jahrhundert auf den Gewässern zwischen der Elbe und der Weichsel in den preußischen Provinzen.

Dreimastiges Kaffenkahn-Modell von 1880 aus Eggesin

## Bauform
Ein Kaffenkahn war ein hölzernes Binnenschiff, bei dem die Bodenplanken bis über die Wasserlinie aufgebogen waren. Die Seitenplanken wurden dagegengesetzt, wobei aus den beiden oberen, dicken Seitenplanken eine schnabelähnliche, weitaufragende Spitze gebildet wurde. Diesen vorderen und hinteren Abschluss des Kahns bezeichnet man als Kaffe (Vorderkaffe, Hinterkaffe). Diese zum Teil sehr langen Spitzen dienten unter anderem auch als Schmuck und den Binnenschiffern als Orientierungshilfe beim Steuern des Kahns. An diesem Kaffenschnabel, der mit Metallbändern umgürtet war, wurde das Vorstag (Spanntau) des Mastes befestigt. Er diente auch der Befestigung des Ankers. Die Plankendicken konnten je nach Schiffsgröße bis zu 10 cm betragen. Nach 1840 wurden bei den meisten Kähnen die Bodenplanken nicht mehr aufgebogen. Der vordere und hintere Schiffsabschluss erfolgt durch schräge, stumpf gegen die Bodenplanken stoßende Scharstücke (Kaffenplanken) in Form einer dreieckigen Platte. Der so genannte Kaffenschnabel ragte bei dieser neuen Konstruktion noch steiler auf. Dieses Bauteil bildete bei gelegtem Mast den höchsten Fixpunkt des Schiffes. Da es zu Beschädigungen an Brücken und Schleusen kam, wurde von Amts wegen diese Höhe auf 2,80 m über Leertauchtiefe festgelegt. Später wurde bei vielen Schiffen die vordere Kaffe klappbar gebaut (geschnittene Kaffe). Die Heckkaffe war niedriger. Durch sie ging die Nagelbuchse für die Aufhängung des Ruders. Der Segelmast stand im vorderen Drittel des Kaffenkahns. Er war seitlich unverstagt. Gehalten wurde er von einem hölzernen Gerüst, dem Scherstock. Im Verhältnis zur Schiffsgröße war der Mast sehr hoch. Ohne fremde Hilfe konnten die Masten nicht gelegt bzw. gesetzt (gestochen) werden. Nahezu alle Brücken hatten damals Mastdurchlässe oder es waren Klappbrücken. Die Segel waren trapezförmig.
Begünstigt durch die einfache Schiffsform war die Kaffenbauweise schon sehr früh verbreitet. Bereits im 12. Jahrhundert gab es derartige Fahrzeuge. Siegeldarstellungen aus dem Mittelalter zeigen Flussschiffe, deren Kaffen mit zusätzlichen Tauen umschnürt waren. Dadurch wurden die Planken an den Schiffsenden zusammengehalten und Schiffsbewegungen gedämpft. Für einfache Binnenschiffe war die Kaffenbauweise noch bis ins 19. Jahrhundert üblich. Die letzten kommerziellen Kaffenkähne wurden bis 1914 an der Uecker, den Märkischen Wasserstraßen und der Moldau in Böhmen (Böhmische Zille) gebaut. Von Letzterem existiert das 1987 vor der Insel Eiswerder in der Havel gehobene Wrack in der ständigen Ausstellung des Deutschen Technikmuseums Berlin.
Die Bauform ist jedoch nicht vollständig ausgestorben. Im Süddeutschen Raum und Österreich gibt es noch kleinere Varianten wie die Stocherkähne in Tübingen oder die Sport-Zillen in Österreich.

## Schiffsgrößen
Gegen 1710 waren Schiffe mit einem Fassungsvermögen von 10 bis 15 Tonnen üblich. Im Vergleich mit der Transportmöglichkeit eines Pferdefuhrwerkes war das eine wirtschaftliche Größe. Mit der Inbetriebnahme des Finow-Kanals um 1750 erreichten die Kähne eine Tragfähigkeit bis zu 50 Tonnen. Einhundert Jahre später gab es Kähne mit bis zu 150 Tonnen Tragfähigkeit. Die größten Kaffenkähne waren zum Ende des 19. Jahrhunderts die auf Oder und Havel verkehrenden Groß-Finow-Maß-Kähne mit 42 m Länge bei 5 m Breite und die Elbkähne mit bis zu 50 m Länge und 250 t Tragfähigkeit.

## Unterschiedliche Bezeichnungen

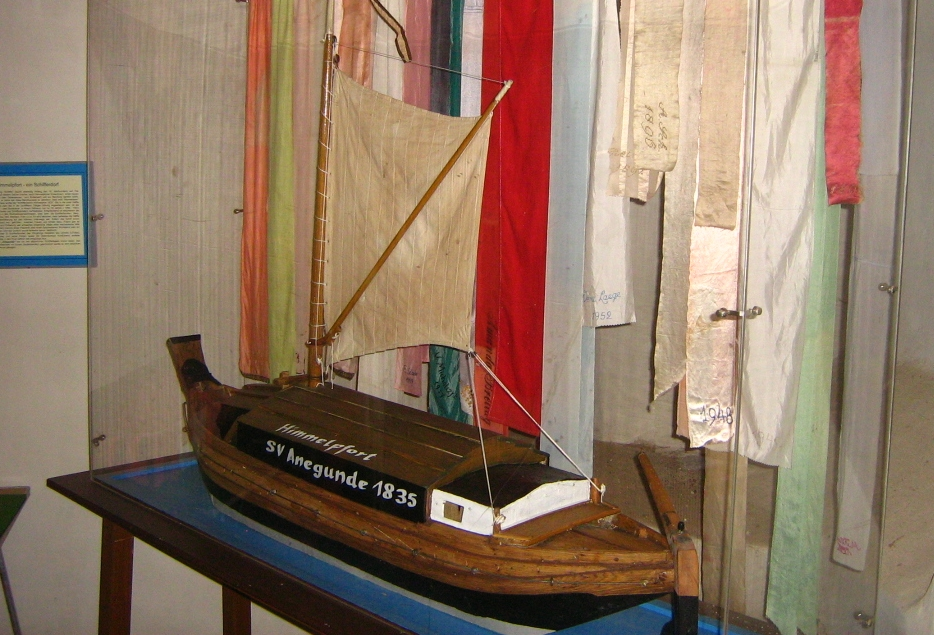
Modell eines Kaffenkahns

Alle Schiffe wurden in amtlichen Dokumenten früher als Gefäße bezeichnet. Sie waren geeicht und ihr Fassungsvermögen konnte anhand des Tiefganges ermittelt werden. Umgangssprachlich gab es sehr unterschiedliche Namen für die damaligen Schiffe. So wurden sie Arche, Gelle, Gutzer, Jagd, Jölle, Kahn, Nachen, Oderkahn; Plätte, Prahm, Schute, Spitzbock oder Zille genannt.